# Allergy, Asthma & Clinical Immunology
Allergy, Asthma & Clinical Immunology is een internationaal, open access, aan collegiale toetsing onderworpen wetenschappelijk tijdschrift op het gebied van de immunologie. Het is opgericht in 2004 en wordt uitgegeven door BioMed Central. Het is het officiële tijdschrift van de Canadian Society of Allergy and Clinical Immunology.
Het tijdschrift is onder andere geregistreerd bij Directory of Open Access Journals en bij PubMed en streeft, naar eigen zeggen, naar registratie bij Web of Science. In 2014 had het tijdschrift naar eigen zeggen een impact factor van 2,032. 